# Diclorur de sofre
El clorur de sofre (II) o diclorur de sofre (SCl₂) és un líquid de color vermell cirera. És produït mitjançant la cloració del sofre elemental o del diclorur de disulfur S₂Cl₂. La separació de SCl2, des de S₂Cl2, és possible mitjançant la destil·lació amb PCl3, per formar un azeòtrop del 99% de puresa.

## La cloració del sofre
La cloració del sofre ocorre en una sèrie d'etapes, algunes d'aquestes són:
S₈ + 4Cl₂ → 4S₂Cl₂; ΔH = −58.2 kJ/mo
S₂Cl₂ + Cl₂ → 2SCl₂; ΔH = −40.6 kJ/mol

L'addició del Cl₂ al S₂Cl₂ és considerada per produir, mitjançant una valència mixta, el producte intermedi Cl₃S-SCl.
El SCl₂ experimenta, fins i tot, una nova cloració per a donar el SCl₄, però aquesta espècie és inestable a prop de la temperatura ambient. És probable que existeixin diversos SxCl₂, on x >2.

## L'ús de síntesis químiques
- El SCl₂ s'usa ocasionalment en síntesis orgàniques. Una aplicació és la seva addició a l'1,5-ciclooctadiè per a donar un tioèter dicíclic. En una reacció -lamentablement coneguda-, el SCl₂ afegit a l'etilè dona mostassa ensofrada, un dels dos tipus d'armes químiques del tipus gas mostassa -que de fet no és pas un gas, sinó que és un líquid.
- El SCl₂ és un precursor del SF₄.
- El SCl₂ és un reactiu principal en la preparació de compostos S-N relacionats amb el S₄N₄.
- El SCl₂ reacciona amb l'H₂S per a donar sulfurs d'hidrogen "superiors", com el S₃H₂.

## La seguretat
El SCl₂ reacciona mitjançant la hidròlisi, potencialment perillosa pel despreniment d'àcid clorhídric. Les mostres amb molt temps contenen el Cl₂.